# Special Olympics Guyana
Special Olympics Guyana (englisch: Special Olympics Guyana) ist der guyanische Verband von Special Olympics International, der weltweit größten Sportbewegung für Menschen mit geistiger Beeinträchtigung und Mehrfachbeeinträchtigung. Ziel ist die sportliche Förderung dieser Personengruppe und die Sensibilisierung der Gesellschaft für sie. Außerdem betreut der Verband die guyanischen Athletinnen und Athleten bei den Special Olympics Wettbewerben.

## Geschichte
Special Olympics Guyana wurde in den späten 1970er Jahren mit Sitz in Georgetown gegründet.

## Aktivitäten
2021 waren 6 Athletinnen, Athleten und Unified Partner sowie ein Trainer bei Special Olympics Guyana registriert.
Der Verband nahm 2022 an den Programmen Athlete Leadership, Young Athletes und Unified Sports teil, die von Special Olympics International ins Leben gerufen worden waren.

### Sportarten
Folgende Sportarten wurden 2022 vom Verband angeboten:
- Boccia (Special Olympics)
- Cricket
- Floor Hockey
- Fußball (Special Olympics)
- Leichtathletik (Special Olympics)
- Schwimmen (Special Olympics)

### Teilnahme an Weltspielen vor 2020 (Auswahl)
(Quelle:)
- 2011 Special Olympics World Summer Games, Athen
- 2015 Special Olympics World Summer Games, Los Angeles, USA
- 2019 Special Olympics, World Summer Games, Abu Dhabi (4 Athletinnen und Athleten)[2]

### Teilnahme an den Special Olympics World Summer Games 2023 in Berlin
Special Olympics Guyana nahm mit einer fünfköpfigen Delegation in der Disziplin Boccia an den Special Olympics World Summer Games 2023 teil. Die Delegation wurde vor den Spielen im Rahmen des Host Town Program von Neu-Isenburg betreut. Das Team gewann bei diesen Weltspielen eine Gold-, zwei Silber- und eine Bronzemedaille.